# Karel Appel
Christiaan Karel Appel, conocido como Karel Appel (Ámsterdam, 25 de abril de 1921 - Zúrich, 3 de mayo de 2006) fue un pintor neerlandés, miembro fundador del grupo CoBrA.

## Biografía

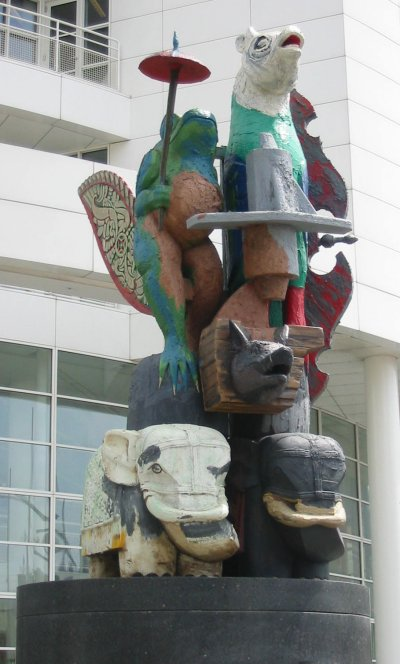
Escultura de Karel Appel en La Haya.

Hijo de un peluquero, Appel estudió en la Rijksakademie van Beeldende Kunsten (Academia de Bellas Artes) de Ámsterdam entre 1940 y 1943 a pesar de la resistencia de sus padres. Allí conoció a Guillaume Corneille y Constant. Su primera exposición data de 1946 y fue en Groninga, seguida de otra en Ámsterdam. Entre sus influencias están Pablo Picasso, Henri Matisse y Jean Dubuffet. Se une al Nederlandse Experimentele Groep (Grupo Experimental Neerlandés) junto a Guillaume Corneille y Constant con quienes funda posteriormente el movimiento CoBrA en 1948, junto con Asger Jorn, Jan Nieuwenhuys y Christian Dotremont.
En 1949 un mural suyo en la cafetería del Ayuntamiento de Ámsterdam causó una fuerte controversia y fue cubierto por diez años. En consecuencia Appel partió en 1950 a París, desarrollando su reputación internacional con viajes a México, los Estados Unidos, Brasil y Yugoslavia, dividiendo su residencia entre Nueva York y Florencia.

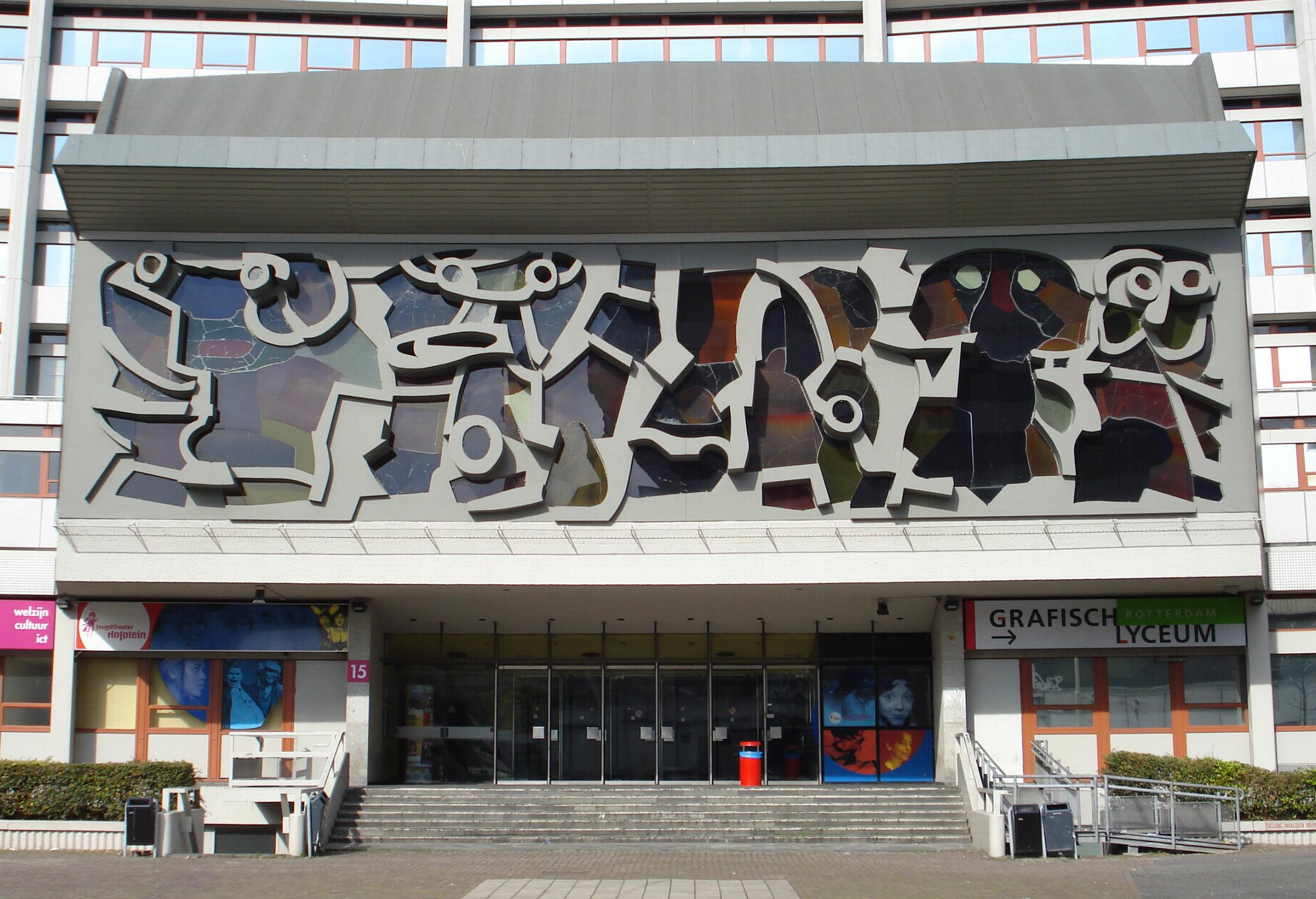
Escultura de Karel Appel en Róterdam

Appel está clasificado como pintor expresionista de la segunda mitad del siglo XX. Su obra, si bien se acerca a la abstracción, siempre contiene temas reconocibles (personas, animales, paisajes). Durante su periodo en CoBrA pintaba con vivos colores figuras simples con fuertes delineados.